# Gornja Rasovača
Gornja Rasovača (em cirílico: Горња Расовача) é uma vila da Sérvia localizada no município de Merošina, pertencente ao distrito de Nišava. A sua população era de 216 habitantes segundo o censo de 2011.

## Demografia
| 1948 | 1953 | 1961 | 1971 | 1981 | 1991 | 2002 | 2011 |
| ---- | ---- | ---- | ---- | ---- | ---- | ---- | ---- |
| 309  | 338  | 331  | 309  | 294  | 227  | 250  | 216  |